# دبا عرب
دبا عرب هي قرية في مقاطعة سميرم، إيران. عدد سكان هذه القرية هو 22 في سنة 2006.